# Asociación de la Prensa Extranjera de Hollywood
La Asociación de la Prensa Extranjera de Hollywood, cuyo nombre en inglés es Hollywood Foreign Press Association y su sigla HFPA, es una asociación de periodistas que cubren la industria del cine en los Estados Unidos para publicaciones que se encuentran fuera de ese país. Esta Asociación fue fundada en 1943 y es bastamente conocida por los Premios Globo de Oro que instituyó y continúa organizando.

## Antecedentes
En 1928 fue formada la Asociación de Corresponsales Extranjeros de Hollywood (en inglés Hollywood Association of Foreign Correspondents con su sigla HAFCO) y en 1935 la Sociedad de Prensa Extranjera (en inglés Foreign Press Society) esta última presentada en una fiesta organizada en el Hotel Roosvelt de Hollywood con la presencia de Charlie Chaplin, Mary Pickford y otras personalidades, pero ambas tuvieron corta duración
A comienzos de los '40 la entrada en guerra de los Estados Unidos a raíz del ataque de Pearl Harbor contribuyó a la difusión de películas dedicadas a un público ávido de entretenimiento para las cuales trabajaron personalidades como Orson Welles, Preston Sturges, Darryl Zanuck y Michael Curtiz; fue ahí cuando un grupo de periodistas extranjeros que tenían su base de trabajo en Los Ángeles, encabezados por el corresponsal del diario británico Daily Mail, formaron la Asociación de Corresponsales Extranjeros de Hollywod, en inglés Hollywood Foreign Correspondents Association bajo el lema de "Unidad sin discriminación de religión o raza". Hubo dificultades al comienzo cuando la industria cinematográfica no había apreciado todavía la importancia del mercado extranjero; los miembros se reunían en domicios particulares y más adelante al crecer su número comenzaron a hacerlo en el Hotel Roosvelt.
El primer acto especial fue un almuerzo realizado en diciembre de 1947 durante el cual se entregó una placa de homenaje a Henry M. Warner, presidente de Warner Bros., como reconocimiento a su labor humanitaria como principal patrocinante del "Tren de la Amistad" (Friendship Train) en el cual se envió comida, ropa y suministros médicos desde Hollywood hacia Europa para satisfacer sus necesidades de posguerra.

## Creación de los premios Globos de Oro
La Asociación decidió otorgar anualmente premios a partir de 1944 a la que según el juicio de sus miembros resultara la mejor producción de Hollywood. Ese año en un acto informal realizado en la 20th Century Fox se entregaron los primeros galardones, en forma de pergaminos,: a La canción de Bernadette como mejor película, a Jennifer Jones como mejor actriz por su actuación en aquel filme y a Paul Lukas como mejor actor por Centinela en el río (Watch on the Rhine). 
Para el año siguiente la Asociación llamó a concurso para diseñar una figurilla que representara los fines de la asociación y Marina Cisternas, su presidente en el período 1945-46, propuso un globo de oro rodeado por la tira de una película y montado sobre un pedestal. En 1945 en la segunda ceremonia se hizo la primera entrega de los Globos de Oro en un banquete de gala en el Hotel Beverly Hills: el filme Siguiendo mi camino fue premiado como la mejor película, Ingrid Bergman como mejor actriz por Luz de gas y Alexander Knox como mejor actor por Wilson.
En 1950 un grupo de miembros dejó la Asociación y se nucleó en la Asociación de Prensa Extranjera de Hollywood (Foreign Press Association of Hollywood) y durante un tiempo los premios Globos de Oro coexistieron con los Henriettas que otorgaba la nueva organización. En 1955 se produjo la unificación bajo el nombre de Asociación de la prensa extranjera de Hollywood (The Hollywood Foreign Press Association).
En sus primeros años la HFPA realizó innovaciones tales como organizar los premios Favoritos del Mundo (World Favorites awards) que resultan de la elección de más de 900 periódicos, revistas y estaciones de radio de todo el mundo y que ha galardonado a personalidades como Tony Curtis, Marilyn Monroe y Leslie Caron. También tuvo la idea de los almuerzos denominados "bon voyage" con entrevistas a actores que están partiendo para filmar en países representados por miembros de la Asociación.
En 1955 los Globos de oro comenzaron a entregarse para la producción en televisión además de la del cine. Ese año los primeros galardones en la categoría de Mejor Show Televisivo fueron para Dinah Shore, Lucy & Desi, The American Comedy y Davy Crockett. En 2007 se incorporó el premio en la categoría Mejor Película de Animación y los primeros candidatos de ese año fueron Cars, Happy Feet y Monster House. 
A la fecha se otorgan premio en 25 categorías, 14 en cine y 11 en televisión. Desde 1983 la ceremonia de entrega fue producida por "dick clark productions". 
Una tradición de la HFPA es la selección anual de Miss o Mr. Golden Globe, la hija o el hijo de un actor muy conocido, que concurre a la ceremonia de entrega. En tal carácter fueron elegidos Laura Dern (hija de Diane Ladd y Bruce Dern), Joely Fisher (hija de Connie Stevens y Eddie Fisher), Melanie Griffith (hija de Tippi Hedren) y Lorraine Nicholson (hija de Jack Nicholson). Fueron Mr. Golden Globes John Clark Gable y Freddie Prinze, Jr.
Actualmente se encuentran representados en la HFPA 55 países con un público de más de 250 millones de lectores, incluyendo diarios y revistas de primera línea de Europa, Asia, Australasia y América Latina, que van desde el Daily Telegraph del Reino Unido a Le Figaro de Francia, L'Espresso de Italia y Vogue de Alemania así como el China Times y la revista panárabe Kul Al Osra.
Cada año miembros de la HFPA entrevistan a más de 400 actores, directores, escritores y productores, e informan desde los estudios de filmación y salas de exhibición acerca de más de 300 filmes. También concurren a festivales de cine en otros países para buscar filmes interesantes e innovadores en otros idiomas y establecer lazos culturales con directores, actores, jurados y colegas periodistas de todo el mundo.
Hay reuniones mensuales de asociados y los directores son elegidos anualmente. Cada año es admitido como miembro un máximo de cinco periodistas. Todos los asociados están acreditados por la Motion Picture Association of America.
La entrega de los Globos de Oro es una de las tres ceremonias de su tipo más vistas en televisión. La ceremonia de entrega de los Globos de Oro que se realiza los meses de enero de cada año y tiene difusión mundial permite recolectar importantes donaciones para caridad
La HFPA declara haber realizado donaciones por más de 8.4 millones de dólares, de los cuales más de 1,2 millones corresponden a 2007, durante los últimos catorce años para entidades de caridad vinculadas a la actividad del entretenimiento así como el haber establecido becas y otros programas de apoyo para futuros profesionales del cine y la televisión.

## Fines de la Asociación
Ellos son:
- Establecer buenas relaciones y vínculos culturales entre Estados Unidos y otros países mediante la difusión de información relativa a la cultura y las tradiciones estadounidenses descriptas en las películas y en las producciones televisivas a través de los medios de prensa de los países extranjeros.
- Otorgar reconocimiento a los logros más importantes mediante los premios anuales al mérito -los Premios Globos de Oro- como un incentivo constante dentro de la industria del entretenimiento tanto local como extranjera y llamar la atención del público respecto de lo mejor del cine y la televisión.
- Contribuir a otras organizaciones sin fines de lucro vinculadas a la industria del entretenimiento y dedicadas a actividades educacionales, culturales y humanitarias.
- Promover el interés en el estudio de las artes, incluyendo el desarrollo de talento en el campo del entretenimiento a través de becas dadas a través de las mayores instituciones educacionales.

## Críticas
Según The New York Times, la HFPA "funciona como un club exclusivo, admitiendo un máximo de cinco nuevos miembros por año aunque es más frecuente que acepte uno solo. Cualquiera de los miembros puede objetar al candidato, lo que hace extremadamente difícil asociarse. No están representadas en la asociación publicaciones de renombre como Le Monde o The Times de Londres —en realidad ha rechazado repetidamente pedidos de ingreso de Sue Kim, un corresponsal de Le Monde al mismo tiempo que aceptaba los de escritores independientes de Bangladés y Corea del Sur". La HFPA fue investigada por ser susceptible de aceptar influencias de estudios de cine y artistas para las candidaturas y premios. En 1981 fue muy criticada después que se reveló que el premio dado a la actriz Pia Zadora había sido precedido por un convite a Las Vegas pagado por el esposo de Zador, el productor Meshulam Riklis a miembros de la HFPA. En 1999 se le ordenó a miembros de la HFPA que devolvieran lujosos regalos remitidos por la actriz Sharon Stone como promoción de su actuación en la película La musa.
Otra crítica se refiere al pequeño número de personas que decide estos premios. Para los de 2009 eran solamente 95 los asociados a la HFPA.